# Johnny Blue (musikalbum)
Johnny Blue är ett studioalbum från 1981 av det svenska dansbandet Thorleifs. Albumet placerade sig som högst på 50:e plats på den svenska albumlistan. Några låtar är på engelska.

## Låtlista
1. "Du hänger väl med opp" ("Making Your Mind Up")
2. "Håll mig närmare"
3. "Livets skatt"
4. "Trettifyran" ("This Ole House")
5. "Tiden som går (lär läka sår)" ("How Can You Mend a Broken Heart")
6. "Drömflicka" ("Dream Lover")
7. "Johnny Blue" ("Johnny Blue")
8. "Hallå där"
9. "La Paloma"
10. "En dröm" ("In Dreams")
11. "En ängel"
12. "No Particular Place to Go"

## Listplaceringar
| Lista (1981) | Topplacering |
| ------------ | ------------ |
| Sverige      | 50           |